# Thryonomyidae
Thryonomyidae  é uma família de roedores africanos, com um único gênero atual, o Thryonomys, e duas espécies viventes.

## Classificação
São reconhecidas os seguintes géneros e espécies:
- Género †Apodecter Hopwood, 1929
  - †Apodecter stromeri Hopwood, 1929
  - †Apodecter aequatorialis Mein & Pickford, 2006
- Género †Epiphiomys Lavocat, 1973
  - †Epiphiomys coryndoni Lavocat
- Género †Gaudeamus
  - †Gaudeamus aegyptius Wood
- Género †Kochalia de Bruijn, 1986
  - †Kochalia geespei (de Bruijn & Hussain)
- Género †Neosciuromys Stromer, 1922
  - †Neosciuromys africanus Stromer
- Género †Paraphiomys Andrews, 1914
  - †Paraphiomys afarensis Geraads
  - †Paraphiomys australis Mein, Pickford & Senut
  - †Paraphiomys hopwoodi Lavocat
  - †Paraphiomys knolli López-Antoñazas & Sen, 2005
  - †Paraphiomys occidentalis Lavocat
  - †Paraphiomys orangeus Mein & Pickford, 2003
  - †Paraphiomys pigotti Andrews (especie tipo)
  - †Paraphiomys renelavocati López-Antoñazas, Sen & Mein, 2004
  - †Paraphiomys roessneri Mein, Pickford & Senut
  - †Paraphiomys shipmani Denys & Jaeger
  - †Paraphiomys simonsi Wood
- Género †Paraulacodus Hinton, 1933
  - †Paraulacodus indicus Hinton, 1933
  - †Paraulacodus johanesi Jaeger, Michaux & Sabatier, 1980
- Género †Protohummus[1] Kraatz et al., 2013
  - †Protohummus dango Kraatz et al., 2013
- Género †Petromus Smith, 1831
- Género †Sacaresia Hugueney & Adrover, 1991
- Género †Sayimys
- Género Thryonomys Fitzinger, 1867
  - Thryonomys gregorianus (Thomas, 1894)
  - Thryonomys swinderianus (Temminck, 1827)